# 大和田站 (靜岡縣)
大和田站（日语：／ Owada eki */?）是位於靜岡縣島田市川根町家山，大井川鐵道的大井川本線車站。

## 歷史
- 1969年（昭和44年）7月1日 - 車站啟用。

## 車站構造
此站是地面車站，設有1面1線的單式月台。此站是無人車站，沒有車站大樓。

## 使用狀況
- 在2007年度，1日平均乘車人次為18人[1]。

## 車站周邊
路軌旁種植了櫻花樹。
- 特殊照護老人院「常葉」
- 大井川
- 國道473号（日语：国道473号）

## 相鄰車站
大井川鐵道
大井川本線
福用－大和田－家山

## 注腳
1. ↑  靜岡縣統計年鑑

## 外部連結
- 大井川鐵道 （页面存档备份，存于）（日語）